# Orde van de Zon (Iran)

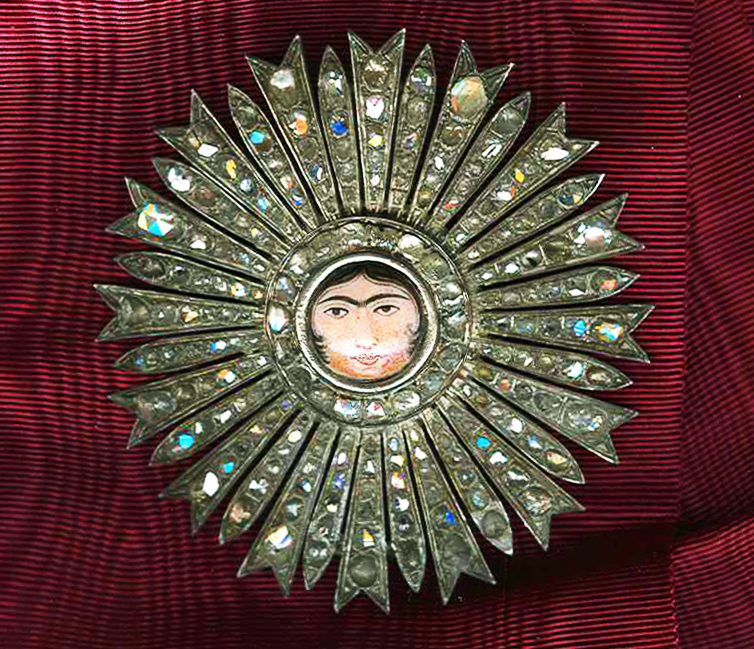
Orde van de Zon

Orde van de Zon (Perzisch: نشان آفتاب , Nešān Aftab-e)
Sjah Nasser-el-Din van Iran (1848-1896) uit de Kadjaren-dynastie stichtte in 1873 deze Damesorde. Hij verleende deze orde tijdens zijn reis naar Europa aan de Europese hoven. De Orde van de Zon kende één enkele klasse en bestond uit een kleinood in de vorm van de opgaande zon en een ster in de vorm van de zon met een menselijk gelaat. In beide juwelen waren de afwisselend spitse en stompe stralen met briljanten ingezet.
Het lint van de Orde, die aan een breed lint over de rechterschouder of aan een strik werd gedragen was roze met een brede en een smalle groene bies.
De Orde verdween met de val van de dynastie in 1925.

## Decoranti
Koningin Wilhelmina der Nederlanden werd ook met deze kostbare onderscheiding vereerd. Zij wordt bewaard in het Koninklijk Huisarchief in Den Haag en werd in 2005 op het Loo tentoongesteld.
- Farah Diba